# Coffea sapinii
Coffea sapinii är en måreväxtart som först beskrevs av De Wild., och fick sitt nu gällande namn av Aaron Paul Davis. Coffea sapinii ingår i släktet Coffea och familjen måreväxter. Inga underarter finns listade i Catalogue of Life.